# Antirrhea morna
Antirrhea morna är en fjärilsart som beskrevs av Fabricius 1775. Antirrhea morna ingår i släktet Antirrhea och familjen praktfjärilar. Inga underarter finns listade i Catalogue of Life.